# 云贵高原

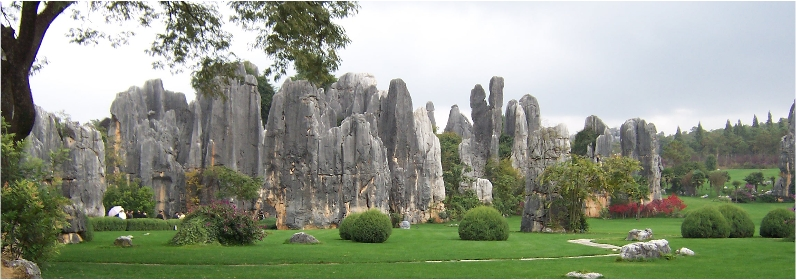
云南石林

云贵高原位于中国西南部，云南省哀牢山以东和中国东南丘陵以西，包括云南省东部，贵州省全境，广西西北部和渝、川、湘、鄂边境，其相關延伸部份更包括老撾北部（如豐沙里省）、緬甸東北部的撣邦高原和泰國北部（如清邁和清萊）。海拔在1000米至2000米之间，地势西北高东南低，崎岖不平，高原中多山间盆地（当地人称“坝子”），是長江、西江和元江大水系的分水嶺。

## 地形地势
云贵高原是典型的喀斯特地貌，石灰岩广布，到处都有溶洞、钟乳石、石笋、石柱、地下暗河、峰林等。
云贵高原由於地勢較高，平均氣溫也比較起相同緯度的地区為低，但也因為云贵高原緯度低的關係，故冬季時也不比中國溫帶地區那麼寒冷，在夏天也不會有酷熱難當的天氣，（以雲南省昆明市為例，全年平均最低大約只有2度，相比起中國的上海反更顯得和暖，但在夏天平均最高溫度卻只有不足25度）所以云贵高原有「四季如春」的美名。

## 經濟景觀
雲貴高原自然景觀垂直分佈明顯，其中2,800米以上的山地、山原，屬亞高山暗針葉林、高山櫟林棕壤帶，是森林分佈的主要地帶。
雲貴高原水力資源豐富，蘊藏多種礦產資源，生產各種經濟作物，並有多種珍稀藥材在此生長。